# ماکوتو یامازاکی
ماکوتو یامازاکی (انگلیسی: Makoto Yamazaki؛ زادهٔ ۳۱ اکتبر ۱۹۷۰) بازیکن فوتبال اهل ژاپن است.
از باشگاه‌هایی که در آن بازی کرده‌است می‌توان به باشگاه فوتبال اوراوا رد دیاموندز و باشگاه فوتبال توکیو اشاره کرد.